# Église de la Sainte-Famille de Thibar
L'église de la Sainte-Famille de Thibar, située dans la ville de Thibar en Tunisie, est une église catholique construite en 1902 pendant le protectorat français. Cédée au gouvernement tunisien en 1964, elle est maintenant intégrée dans le lycée professionnel de la ville où ses locaux abritent des bureaux administratifs.

## Création du village
L'installation d'une communauté des pères blancs à la fin du XIXe siècle est à l'origine de la création du village qui est érigé en paroisse dès 1895. Le domaine agricole qu'ils entretiennent leur permet de recevoir en 1896 des orphelins venus d'Algérie. Ceux-ci, devenus adultes, s'installent dans le village et sont à l'origine de la croissance de la population chrétienne de Thibar.

## Construction de l'église

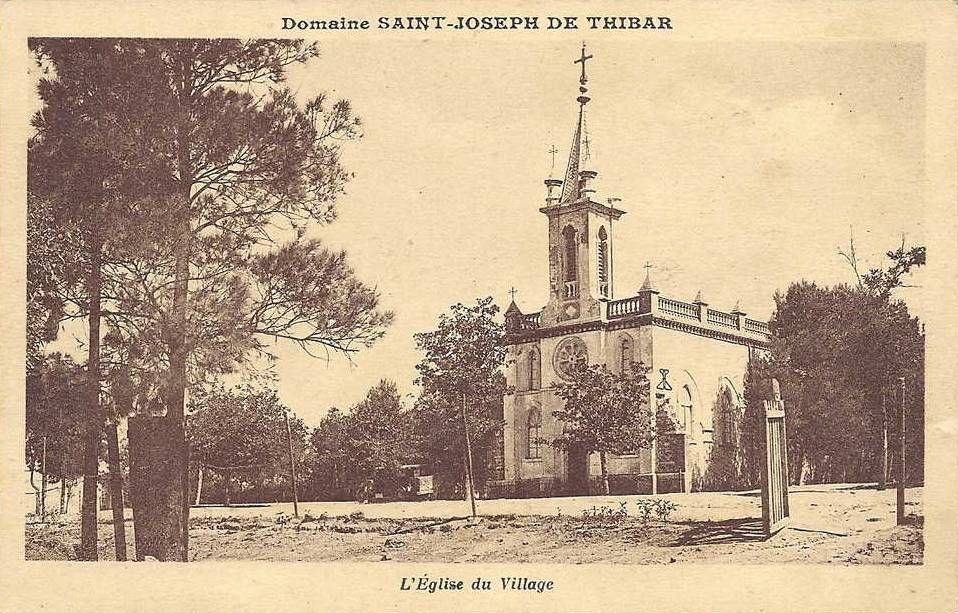
Vue de l'église dans les années 1930.

L'extension de cette communauté encourage la construction d'un lieu de culte permanent. L'église de Thibar, dédiée à la Sainte Famille, est construite en 1902. C'est un édifice de style néogothique composé d'une nef unique dont la façade principale est surmontée d'un clocher-tour de forme carrée et les façades latérales percées de fenêtres de forme ogivale. La construction ultérieure de nefs latérales est prévue, c'est pourquoi les côtés en forme d'arcade sont murés par des agglomérés de terre. L'abandon de ce projet entraîne quelques années plus tard la construction de façades latérales définitives.

## Vie de la paroisse pendant le protectorat
La population chrétienne s'agrandit en 1933 lorsqu'un scolasticat est construit pour recevoir les étudiants en théologie qui ne trouvent plus de place dans celui de Carthage. Les ouvriers italiens venus pour le chantier s'installent sur place et trouvent du travail dans les ateliers de la ferme.
La venue de colons dans les alentours enrichit l'assistance aux offices. On estime la population paroissienne à une centaine de personnes à cette époque. Chaque année, une procession religieuse organisée pour la Fête-Dieu dans le parc du scolasticat attire des fidèles venus de Béja, Téboursouk ou Souk El Khemis. Un autre rassemblement annuel se tient chaque 15 août devant une statue de la Vierge installée depuis 1902 au creux d'une falaise du Goraa d'où elle surplombe la plaine.

## Bâtiment après l'indépendance

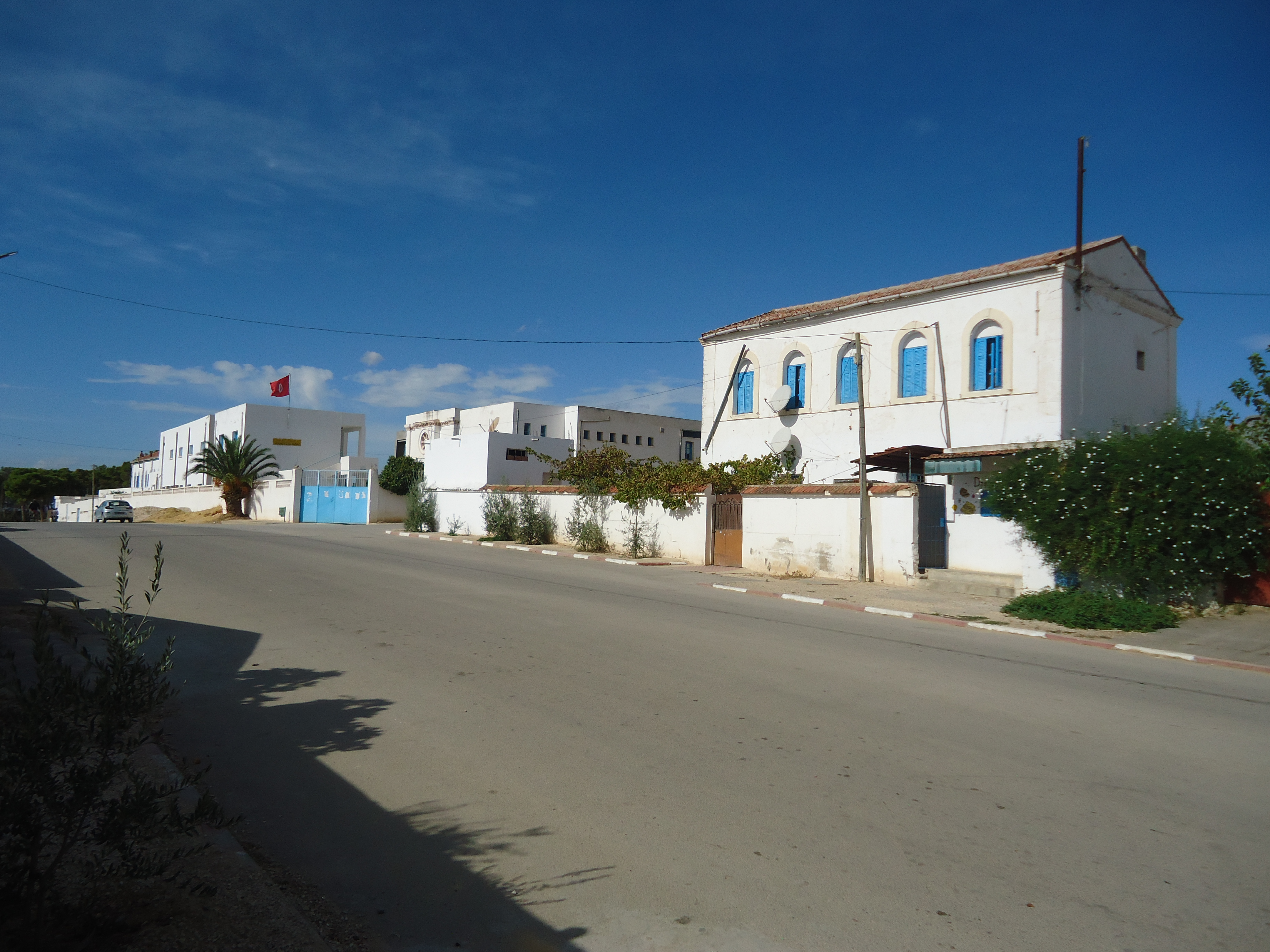
Vue générale de l'église en 2023.

L'indépendance de la Tunisie en 1956 met fin à l'extension de la paroisse. Des familles européennes commencent à quitter le village, inquiètes pour leur avenir. Le scolasticat est fermé et laisse place en 1958 à un collège secondaire d'agriculture animé par des coopérants. Un centre d'apprentissage prend le relais des écoles auparavant tenues par les Sœurs blanches.
Le coup de grâce est porté lorsque les propriétés agricoles détenues par des Européens sont nationalisées le 12 mai 1964. Les derniers colons français doivent quitter le pays ; les pères blancs sont dépossédés de leur ferme mais vivement incités à rester et à perpétuer leurs activités agricoles, sociales et scolaires. Devenus locataires de leurs anciennes propriétés, ils ont même le plaisir de recevoir en 1965 la visite du président Habib Bourguiba qui, dans un discours radiodiffusé, se réjouit des heureux effets de la collaboration entre les organismes tunisiens et les pères blancs.
Il ne reste bientôt plus que des chrétiens retraités et quelques coopérants. L'église devenue trop grande est fermée, les derniers paroissiens se réunissant dans la chapelle des Pères jusqu'à leur départ en 1975. La statue de la Vierge est la dernière à quitter la région en 1997.
L'église abrite actuellement les bureaux administratifs et une salle de permanence du lycée professionnel de la ville.